# Psaume 64 (63)

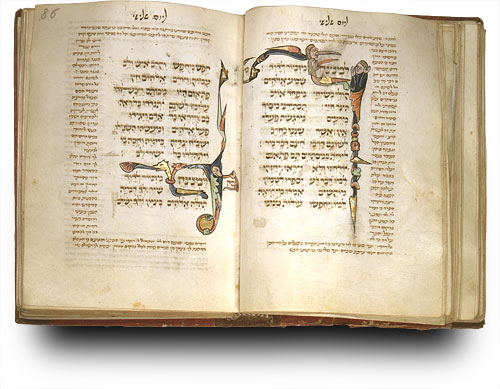
Ps 64

Le psaume 64 (63 selon la numérotation grecque) est l’un des nombreux psaumes attribués à David. Il prend la suite du psaume 63 sur le thème de la persécution des ennemis.

## Texte
N.B. S’il y a conflit de numérotation des versets entre l’hébreu et le latin, c’est l’original hébreu qui prévaut et la traduction française le suit. Par contre, le latin ne se plie pas à la numérotation affichée. Les numéros de versets s'appliquent au texte latin, mais la traduction est décalée par endroits. 
| verset | original hébreu                                           | traduction française de Louis Segond                                                                              | Vulgate latine |
| ------ | --------------------------------------------------------- | --- | --- |
| 1      | לַמְנַצֵּחַ, מִזְמוֹר לְדָוִד                                         | [Au chef des chantres. Psaume de David.]                                                                          | [In finem psalmus David] |
| 2      | שְׁמַע-אֱלֹהִים קוֹלִי בְשִׂיחִי; מִפַּחַד אוֹיֵב, תִּצֹּר חַיָּי                  | Ô Dieu, écoute ma voix, quand je gémis ! Protège ma vie contre l’ennemi que je crains !                           | Exaudi Deus orationem meam cum deprecor a timore inimici eripe animam meam                                                            |
| 3      | תַּסְתִּירֵנִי, מִסּוֹד מְרֵעִים; מֵרִגְשַׁת, פֹּעֲלֵי אָוֶן                      | Garantis-moi des complots des méchants, de la troupe bruyante des hommes iniques !                                | Protexisti me a conventu malignantium a multitudine operantium iniquitatem                                                            |
| 4      | אֲשֶׁר שָׁנְנוּ כַחֶרֶב לְשׁוֹנָם; דָּרְכוּ חִצָּם, דָּבָר מָר                     | Ils aiguisent leur langue comme un glaive, ils lancent comme des traits leurs paroles amères,                     | Quia exacuerunt ut gladium linguas suas intenderunt arcum rem amaram                                                                  |
| 5      | לִירֹת בַּמִּסְתָּרִים תָּם; פִּתְאֹם יֹרֻהוּ, וְלֹא יִירָאוּ                     | Pour tirer en cachette sur l’innocent ; ils tirent sur lui à l’improviste, et n’ont aucune crainte.               | Ut sagittent in occultis inmaculatum                                                                                                  |
| 6      | יְחַזְּקוּ-לָמוֹ, דָּבָר רָע-- יְסַפְּרוּ, לִטְמוֹן מוֹקְשִׁים;אָמְרוּ, מִי יִרְאֶה-לָּמוֹ | Ils se fortifient dans leur méchanceté : Ils se concertent pour tendre des pièges, ils disent : Qui les verra ?   | Subito sagittabunt eum et non timebunt firmaverunt sibi sermonem nequam narraverunt ut absconderent laqueos dixerunt quis videbit eos |
| 7      | יַחְפְּשׂוּ עוֹלֹת-- תַּמְנוּ, חֵפֶשׂ מְחֻפָּשׂ;וְקֶרֶב אִישׁ, וְלֵב עָמֹק             | Ils méditent des crimes : Nous voici prêts, le plan est conçu ! La pensée intime, le cœur de chacun est un abîme. | Scrutati sunt iniquitates defecerunt scrutantes scrutinio accedet homo et cor altum                                                   |
| 8      | וַיֹּרֵם, אֱלֹהִים: חֵץ פִּתְאוֹם--הָיוּ, מַכּוֹתָם                         | Dieu lance contre eux ses traits : Soudain les voilà frappés.                                                     | Et exaltabitur Deus sagittae parvulorum factae sunt plagae eorum                                                                      |
| 9      | וַיַּכְשִׁילוּהוּ עָלֵימוֹ לְשׁוֹנָם; יִתְנֹדְדוּ, כָּל-רֹאֵה בָם                  | Leur langue a causé leur chute ; tous ceux qui les voient secouent la tête.                                       | Et infirmatae sunt contra eos linguae eorum conturbati sunt omnes qui videbant eos                                                    |
| 10     | וַיִּירְאוּ, כָּל-אָדָם: וַיַּגִּידוּ, פֹּעַל אֱלֹהִים; וּמַעֲשֵׂהוּ הִשְׂכִּילוּ          | Tous les hommes sont saisis de crainte, ils publient ce que Dieu fait, et prennent garde à son œuvre.             | Et timuit omnis homo et adnuntiaverunt opera Dei et facta eius intellexerunt                                                          |
| 11     | יִשְׂמַח צַדִּיק בַּיהוָה, וְחָסָה בוֹ; וְיִתְהַלְלוּ, כָּל-יִשְׁרֵי-לֵב             | Le juste se réjouit en l’Éternel et cherche en lui son refuge, tous ceux qui ont le cœur droit se glorifient.     | Laetabitur iustus in Domino et sperabit in eo et laudabuntur omnes recti corde                                                        |

## Usages liturgiques

### Dans le christianisme

#### Chez les catholiques
Ce psaume fut choisi par saint Benoît de Nursie vers 530, pour l'office solennel aux laudes du mercredi. Dans la règle de saint Benoît, il était donc récité ou chanté à la suite du psaume 51 (50) et suivi du psaume 65 (64) (chapitre XIII). Un certain nombre d'abbayes conservent encore cette tradition depuis le VIe siècle.  
Dans la liturgie des Heures actuelle, le psaume 64 est récité ou chanté à l’office du milieu du jour du samedi de la deuxième semaine.